# Iosif Păuleț
Iosif Păuleț (ur. 17 października 1954 w Tămășeni) – rumuński duchowny katolicki, biskup Jass od 2019.

## Życiorys

### Prezbiterat
Święcenia kapłańskie otrzymał 29 czerwca 1979 i został inkardynowany do diecezji Jassów. Pracował głównie jako duszpasterz parafialny. W latach 1991–1994 był ojcem duchownym wyższego seminarium, a w latach 1994–1996 pełnił tę samą funkcję w niższym seminarium w Bacău.
W latach 1996–2010 był proboszczem parafii św. Apostołów Piotra i Pawła w Onești, następnie w latach 2010-2019 proboszczem parafii św. Jana Nepomucena w Suczawie. 

### Episkopat
6 lipca 2019 papież Franciszek mianował go biskupem ordynariuszem diecezji Jassów. Sakry udzielił mu 6 sierpnia 2019 biskup Petru Gherghel.